# Jack Ruby
Jack Leon Ruby (rojen kot Jacob Leon Rubenstein), ameriški poslovnež in podjetnik, * 25. marec 1911, Chicago, Illinois, ZDA, † 3. januar 1967 Dallas, Texsas, ZDA.
Bil je lastnik Dallaškega nočnega kluba. 24. novembra 1963 je Ruby ustrelil in ubil Leea Harveya Oswalda, ki je bil zaradi obtožitve tako atentata na Johna F. Kennedyja, takratnega predsednika ZDA, kot tudi umora dallaškega policista J. D. Tippita v policijskem pridržanju. Policija v Dallasu je Rubyja spoznala za krivega zaradi umora Oswalda . Bil je obsojen na smrtno kazen.
Odvetnik se je na Rubyjevo obsodbo kasneje pritožil in kmalu dobil novo sojenje. Ko je bil določen datum njegovega novega sojenja, je Ruby v zaporu zbolel in 3. januarja 1967 umrl zaradi pljučne embolije, ki jo je povzročil pljučni rak. 
Septembra 1964 je Warrenova komisija ugotovila, da je Ruby sam ubil Oswalda. Različne skupine so verjele, da je bil Ruby vpleten s pomembnimi osebami v organiziranem kriminalu in da je ubil Oswalda kot del splošnega zapleta okoli atentata na Kennedyja.